# Chargey-lès-Port
Chargey-lès-Port è un comune francese di 246 abitanti situato nel dipartimento dell'Alta Saona nella regione della Borgogna-Franca Contea.

## Società

### Evoluzione demografica
Abitanti censiti